# Перховская
Перховская — опустевшая деревня в Вельском районе Архангельской области. Входит в состав Муниципального образования «Благовещенское».

## География
Деревня расположена в южной части Архангельской области, в таёжной зоне, в пределах северной части Русской равнины, в 68 километрах на север от города Вельска, на правом берегу реки Устья притока Ваги. Ближайшие населённые пункты: на севере деревня Власовская
Часовой пояс
Перховская, как и вся Архангельская область, находится в часовой зоне МСК (московское время). Смещение применяемого времени относительно UTC составляет +3:00.

## Население
| 2002 | 2010 | 2012 | 2014 |
| ---- | ---- | ---- | ---- |
| 5    | ↘0   | →0   | →0   |

## История
Указана в «Списке населённых мест по сведениям 1859 года» в составе Шенкурского уезда(1-го стана) Архангельской губернии под номером «1989» как «Перховская». Насчитывала 14 дворов, 56 жителей мужского пола и 56 женского.
В «Списке населенных мест Архангельской губернии на 1 мая 1922 года» в деревне уже 15 дворов, 58 мужчин и 64 женщины. В административном отношении деревня входила в состав Воскресенского сельского общества Воскресенской волости Шенкурского уезда.